# Clasificación de UEFA para la Copa Mundial de Fútbol de 2026
La Clasificación de UEFA para la Copa Mundial de Fútbol de 2026 es el torneo que determinará a los clasificados por parte de la Unión Europea de Fútbol Asociación (UEFA) a la Copa Mundial de Fútbol de 2026 a realizarse en México, Estados Unidos y Canadá. La competencia inició el 21 de marzo de 2025.
Un total de 16 cupos estarán disponibles para las selecciones europeas debido a la expansión de la Copa Mundial de Fútbol a 48 equipos en su fase final.

## Formato
El Comité Ejecutivo de la UEFA confirmó el formato de clasificación revisado durante su reunión en Nyon, Suiza, el 25 de enero de 2023. Como el número de plazas de la UEFA para la Copa del Mundo aumentó de 13 a 16, el formato de clasificación se modificó con respecto al ciclo anterior. La fase de grupos cuenta con doce grupos de cuatro o cinco equipos. El ganador de cada grupo se clasificará directamente a la Copa del Mundo, mientras que los equipos en segundo lugar avanzarán a los play-offs, junto con los cuatro ganadores de grupo mejor clasificados de la Liga de Naciones de la UEFA 2024-25 que terminaron fuera de los dos primeros de su grupo de clasificación. El 28 de junio de 2023, el Comité Ejecutivo de la UEFA recomendó formalmente el formato de clasificación a la FIFA, que luego fue aprobado.
- Fase de grupos: Doce grupos de cuatro o cinco equipos juegan bajo el sistema de todos contra todos a dos ruedas. El ganador de cada grupo se clasificará para la Copa del Mundo. El sorteo de la fase de grupos se realizó el 13 de diciembre de 2024 en Zúrich, Suiza.
- Fase de play-offs: 16 equipos (los 12 segundos de grupo y 4 mejores ganadores de grupo de la Liga de Naciones, según la clasificación general de la Liga de Naciones, que terminaron fuera de los dos primeros de su grupo de clasificación) serán sorteados en cuatro llaves, jugando dos rondas de play-offs a un solo partido (semifinales con los equipos cabezas de serie ejerciendo la localía, seguidas de finales, con los equipos locales sorteados). Los cuatro ganadores de las llaves se clasificarán para la Copa del Mundo.

## Participantes
Las 55 selecciones nacionales de la UEFA, afiliadas a la FIFA, pueden presentar su candidatura para la clasificación. Sin embargo, el 28 de febrero de 2022, Rusia fue suspendida indefinidamente de participar en competiciones de la UEFA y la FIFA debido a la invasión de Ucrania por parte de su país. Una circular distribuida por la UEFA el 11 de noviembre de 2024 afirmó que se disputarían 192 partidos de la fase de grupos, confirmando la exclusión de Rusia del torneo.
| Equipos participantes | Equipos participantes | Equipos participantes | Equipos participantes | Equipos participantes | Equipos participantes |
| --------------------- | --------------------- | --------------------- | --------------------- | --------------------- | --------------------- |
| Albania               | Bulgaria              | Finlandia             | Irlanda del Norte     | Lituania              | Portugal              |
| Alemania              | Chipre                | Francia               | Islandia              | Luxemburgo            | República Checa       |
| Andorra               | Croacia               | Gales                 | Islas Feroe           | Macedonia del Norte   | Rumania               |
| Armenia               | Dinamarca             | Georgia               | Israel                | Malta                 | San Marino            |
| Austria               | Escocia               | Gibraltar             | Italia                | Moldavia              | Serbia                |
| Azerbaiyán            | Eslovaquia            | Grecia                | Kazajistán            | Montenegro            | Suecia                |
| Bélgica               | Eslovenia             | Hungría               | Kosovo                | Noruega               | Suiza                 |
| Bielorrusia           | España                | Inglaterra            | Letonia               | Países Bajos          | Turquía               |
| Bosnia y Herzegovina  | Estonia               | Irlanda               | Liechtenstein         | Polonia               | Ucrania               |

### Bombos
Entre paréntesis se indica el puesto de cada selección en el ranking FIFA tomado en consideración.
| Bombo 1 | Bombo 2 | Bombo 3 |
| --- | --- | --- |
| 1. Francia (2) 2. España (3) 3. Inglaterra (4) 4. Portugal (6) 5. Países Bajos (7) 6. Bélgica (8) 7. Italia (9) 8. Alemania (10) 9. Croacia (13) 10. Suiza (20) 11. Dinamarca (21) 12. Austria (22)                                  | 13. Ucrania (25) 14. Suecia (27) 15. Turquía (28) 16. Gales (29) 17. Hungría (30) 18. Serbia (32) 19. Polonia (35) 20. Rumania (38) 21. Grecia (39) 22. Eslovaquia (41) 23. República Checa (42) 24. Noruega (43) | 25. Escocia (45) 26. Eslovenia (55) 27. Irlanda (60) 28. Albania (65) 29. Macedonia del Norte (67) 30. Georgia (68) 31. Finlandia (69) 32. Islandia (70) 33. Irlanda del Norte (71) 34. Montenegro (73) 35. Bosnia y Herzegovina (74) 36. Israel (76) |
| Bombo 4 | Bombo 5 | |
| 37. Bulgaria (82) 38. Luxemburgo (92) 39. Bielorrusia (98) 40. Kosovo (99) 41. Armenia (100) 42. Kazajistán (110) 43. Azerbaiyán (117) 44. Estonia (123) 45. Chipre (130) 46. Islas Feroe (137) 47. Letonia (140) 48. Lituania (142) | 49. Moldavia (151) 50. Malta (169) 51. Andorra (171) 52. Gibraltar (197) 53. Liechtenstein (204) 54. San Marino (210)                                                                                             | |

## Cronograma
A continuación se muestra el calendario de las eliminatorias europeas para la Copa Mundial de la FIFA 2026. Los seleccionados participantes en grupos de cinco jugarán sus primeros partidos en marzo de 2025, o en junio de 2025 si participan en los cuartos de final o los play-offs de ascenso/descenso de la Liga de Naciones de la UEFA 2024-25. Los seleccionados participantes en grupos de cuatro jugarán sus primeros partidos en septiembre de 2025.
| Ronda             | Partidos        | Partidos         | Fecha                      |
| Ronda             | Grupos de cinco | Grupos de cuatro | Fecha                      |
| ----------------- | --------------- | ---------------- | -------------------------- |
| Fase de grupos    | Fecha 1         | –                | 21-22 de marzo de 2025     |
| Fase de grupos    | Fecha 2         | –                | 24-25 de marzo de 2025     |
| Fase de grupos    | Fecha 3         | –                | 6-7 de junio de 2025       |
| Fase de grupos    | Fecha 4         | –                | 9-10 de junio de 2025      |
| Fase de grupos    | Fecha 5         | Fecha 1          | 4–6 de septiembre de 2025  |
| Fase de grupos    | Fecha 6         | Fecha 2          | 7–9 de septiembre de 2025  |
| Fase de grupos    | Fecha 7         | Fecha 3          | 9–11 de octubre de 2025    |
| Fase de grupos    | Fecha 8         | Fecha 4          | 12–14 de octubre de 2025   |
| Fase de grupos    | Fecha 9         | Fecha 5          | 13–15 de noviembre de 2025 |
| Fase de grupos    | Fecha 10        | Fecha 6          | 16–18 de noviembre de 2025 |
| Fase de play-offs | Semifinales     | Semifinales      | 26 de marzo de 2026        |
| Fase de play-offs | Finales         | Finales          | 31 de marzo de 2026        |

## Fase de grupos

### Grupo A
| Pos. | Equipo            | Pts. | PJ | G | E | P | GF | GC | Dif. | Clasificación             |   | Bandera de Alemania | Bandera de Eslovaquia | Bandera de Irlanda del Norte | Bandera de Luxemburgo |
| ---- | ----------------- | ---- | -- | - | - | - | -- | -- | ---- | ------------------------- | - | ------------------- | --------------------- | ---------------------------- | --------------------- |
| 1    | Alemania          | 0    | 0  | 0 | 0 | 0 | 0  | 0  | 0    | Clasifica al Mundial 2026 |   | —                   | –                     | –                            | –                     |
| 2    | Eslovaquia        | 0    | 0  | 0 | 0 | 0 | 0  | 0  | 0    | Acceso a los play-offs    |   | –                   | —                     | –                            | –                     |
| 3    | Irlanda del Norte | 0    | 0  | 0 | 0 | 0 | 0  | 0  | 0    |                           |   | –                   | –                     | —                            | –                     |
| 4    | Luxemburgo        | 0    | 0  | 0 | 0 | 0 | 0  | 0  | 0    |                           | – | –                   | –                     | —                            |                       |

Los primeros partidos se disputarán el 4 de septiembre de 2025.
 Fuente: FIFA
Criterios de clasificación: criterios FIFA de desempate
| \| Fecha \| Lugar \| Local \| \| Resultado \| \| Visitante \| \| ----------------------- \| ---------- \| ----------------- \| \| --------- \| \| ----------------- \| \| 4 de septiembre de 2025 \| Luxemburgo \| Luxemburgo \| \| \| \| Irlanda del Norte \| \| 4 de septiembre de 2025 \| Bratislava \| Eslovaquia \| \| \| \| Alemania \| \| 7 de septiembre de 2025 \| Luxemburgo \| Luxemburgo \| \| \| \| Eslovaquia \| \| 7 de septiembre de 2025 \| Colonia \| Alemania \| \| \| \| Irlanda del Norte \| \| 10 de octubre de 2025 \| \| Irlanda del Norte \| \| \| \| Eslovaquia \| \| 10 de octubre de 2025 \| \| Alemania \| \| \| \| Luxemburgo \| \| 13 de octubre de 2025 \| \| Irlanda del Norte \| \| \| \| Alemania \| \| 13 de octubre de 2025 \| \| Eslovaquia \| \| \| \| Luxemburgo \| \| 14 de noviembre de 2025 \| \| Luxemburgo \| \| \| \| Alemania \| \| 14 de noviembre de 2025 \| \| Eslovaquia \| \| \| \| Irlanda del Norte \| \| 17 de noviembre de 2025 \| \| Irlanda del Norte \| \| \| \| Luxemburgo \| \| 17 de noviembre de 2025 \| \| Alemania \| \| \| \| Eslovaquia \| |            |                   |                              |           |                              |                   |
| Fecha | Lugar      | Local             |                              | Resultado |                              | Visitante         |
| 4 de septiembre de 2025 | Luxemburgo | Luxemburgo        | Bandera de Luxemburgo        |           | Bandera de Irlanda del Norte | Irlanda del Norte |
| 4 de septiembre de 2025 | Bratislava | Eslovaquia        | Bandera de Eslovaquia        |           | Bandera de Alemania          | Alemania          |
| 7 de septiembre de 2025 | Luxemburgo | Luxemburgo        | Bandera de Luxemburgo        |           | Bandera de Eslovaquia        | Eslovaquia        |
| 7 de septiembre de 2025 | Colonia    | Alemania          | Bandera de Alemania          |           | Bandera de Irlanda del Norte | Irlanda del Norte |
| 10 de octubre de 2025 |            | Irlanda del Norte | Bandera de Irlanda del Norte |           | Bandera de Eslovaquia        | Eslovaquia        |
| 10 de octubre de 2025 |            | Alemania          | Bandera de Alemania          |           | Bandera de Luxemburgo        | Luxemburgo        |
| 13 de octubre de 2025 |            | Irlanda del Norte | Bandera de Irlanda del Norte |           | Bandera de Alemania          | Alemania          |
| 13 de octubre de 2025 |            | Eslovaquia        | Bandera de Eslovaquia        |           | Bandera de Luxemburgo        | Luxemburgo        |
| 14 de noviembre de 2025 |            | Luxemburgo        | Bandera de Luxemburgo        |           | Bandera de Alemania          | Alemania          |
| 14 de noviembre de 2025 |            | Eslovaquia        | Bandera de Eslovaquia        |           | Bandera de Irlanda del Norte | Irlanda del Norte |
| 17 de noviembre de 2025 |            | Irlanda del Norte | Bandera de Irlanda del Norte |           | Bandera de Luxemburgo        | Luxemburgo        |
| 17 de noviembre de 2025 |            | Alemania          | Bandera de Alemania          |           | Bandera de Eslovaquia        | Eslovaquia        |

### Grupo B
| Pos. | Equipo    | Pts. | PJ | G | E | P | GF | GC | Dif. | Clasificación             |   | Bandera de Suiza | Bandera de Suecia | Bandera de Eslovenia | Bandera de Kosovo |
| ---- | --------- | ---- | -- | - | - | - | -- | -- | ---- | ------------------------- | - | ---------------- | ----------------- | -------------------- | ----------------- |
| 1    | Suiza     | 0    | 0  | 0 | 0 | 0 | 0  | 0  | 0    | Clasifica al Mundial 2026 |   | —                | –                 | –                    | –                 |
| 2    | Suecia    | 0    | 0  | 0 | 0 | 0 | 0  | 0  | 0    | Acceso a los play-offs    |   | –                | —                 | –                    | –                 |
| 3    | Eslovenia | 0    | 0  | 0 | 0 | 0 | 0  | 0  | 0    |                           |   | –                | –                 | —                    | –                 |
| 4    | Kosovo    | 0    | 0  | 0 | 0 | 0 | 0  | 0  | 0    |                           | – | –                | –                 | —                    |                   |

Los primeros partidos se disputarán el 5 de septiembre de 2025.
 Fuente: FIFA
Criterios de clasificación: criterios FIFA de desempate
| \| Fecha \| Lugar \| Local \| \| Resultado \| \| Visitante \| \| ----------------------- \| --------- \| --------- \| \| --------- \| \| --------- \| \| 5 de septiembre de 2025 \| Liubliana \| Eslovenia \| \| - \| \| Suecia \| \| 5 de septiembre de 2025 \| Basilea \| Suiza \| \| - \| \| Kosovo \| \| 8 de septiembre de 2025 \| Pristina \| Kosovo \| \| - \| \| Suecia \| \| 8 de septiembre de 2025 \| Basilea \| Suiza \| \| - \| \| Eslovenia \| \| 10 de octubre de 2025 \| \| Kosovo \| \| - \| \| Eslovenia \| \| 10 de octubre de 2025 \| \| Suecia \| \| - \| \| Suiza \| \| 13 de octubre de 2025 \| \| Suecia \| \| - \| \| Kosovo \| \| 13 de octubre de 2025 \| \| Eslovenia \| \| - \| \| Suiza \| \| 15 de noviembre de 2025 \| \| Suiza \| \| - \| \| Suecia \| \| 15 de noviembre de 2025 \| \| Eslovenia \| \| - \| \| Kosovo \| \| 18 de noviembre de 2025 \| \| Kosovo \| \| - \| \| Suiza \| \| 18 de noviembre de 2025 \| \| Suecia \| \| - \| \| Eslovenia \| |           |           |                      |           |                      |           |
| Fecha | Lugar     | Local     |                      | Resultado |                      | Visitante |
| 5 de septiembre de 2025 | Liubliana | Eslovenia | Bandera de Eslovenia | -         | Bandera de Suecia    | Suecia    |
| 5 de septiembre de 2025 | Basilea   | Suiza     | Bandera de Suiza     | -         | Bandera de Kosovo    | Kosovo    |
| 8 de septiembre de 2025 | Pristina  | Kosovo    | Bandera de Kosovo    | -         | Bandera de Suecia    | Suecia    |
| 8 de septiembre de 2025 | Basilea   | Suiza     | Bandera de Suiza     | -         | Bandera de Eslovenia | Eslovenia |
| 10 de octubre de 2025 |           | Kosovo    | Bandera de Kosovo    | -         | Bandera de Eslovenia | Eslovenia |
| 10 de octubre de 2025 |           | Suecia    | Bandera de Suecia    | -         | Bandera de Suiza     | Suiza     |
| 13 de octubre de 2025 |           | Suecia    | Bandera de Suecia    | -         | Bandera de Kosovo    | Kosovo    |
| 13 de octubre de 2025 |           | Eslovenia | Bandera de Eslovenia | -         | Bandera de Suiza     | Suiza     |
| 15 de noviembre de 2025 |           | Suiza     | Bandera de Suiza     | -         | Bandera de Suecia    | Suecia    |
| 15 de noviembre de 2025 |           | Eslovenia | Bandera de Eslovenia | -         | Bandera de Kosovo    | Kosovo    |
| 18 de noviembre de 2025 |           | Kosovo    | Bandera de Kosovo    | -         | Bandera de Suiza     | Suiza     |
| 18 de noviembre de 2025 |           | Suecia    | Bandera de Suecia    | -         | Bandera de Eslovenia | Eslovenia |

### Grupo C
| Pos. | Equipo      | Pts. | PJ | G | E | P | GF | GC | Dif. | Clasificación             |   | Bandera de Dinamarca | Bandera de Grecia | Bandera de Escocia | Bandera de Bielorrusia |
| ---- | ----------- | ---- | -- | - | - | - | -- | -- | ---- | ------------------------- | - | -------------------- | ----------------- | ------------------ | ---------------------- |
| 1    | Dinamarca   | 0    | 0  | 0 | 0 | 0 | 0  | 0  | 0    | Clasifica al Mundial 2026 |   | —                    | –                 | –                  | –                      |
| 2    | Grecia      | 0    | 0  | 0 | 0 | 0 | 0  | 0  | 0    | Acceso a los play-offs    |   | –                    | —                 | –                  | –                      |
| 3    | Escocia     | 0    | 0  | 0 | 0 | 0 | 0  | 0  | 0    |                           |   | –                    | –                 | —                  | –                      |
| 4    | Bielorrusia | 0    | 0  | 0 | 0 | 0 | 0  | 0  | 0    |                           | – | –                    | –                 | —                  |                        |

Los primeros partidos se disputarán el 5 de septiembre de 2025.
 Fuente: FIFA
Criterios de clasificación: criterios FIFA de desempate
| \| Fecha \| Lugar \| Local \| \| Resultado \| \| Visitante \| \| ----------------------- \| ----------------------------- \| ----------- \| \| --------- \| \| ----------- \| \| 5 de septiembre de 2025 \| El Pireo \| Grecia \| \| - \| \| Bielorrusia \| \| 5 de septiembre de 2025 \| Copenhague \| Dinamarca \| \| - \| \| Escocia \| \| 8 de septiembre de 2025 \| Zalaegerszeg (Hungría) [n. 1] \| Bielorrusia \| \| - \| \| Escocia \| \| 8 de septiembre de 2025 \| El Pireo \| Grecia \| \| - \| \| Dinamarca \| \| 9 de octubre de 2025 \| [n. 1] \| Bielorrusia \| \| - \| \| Dinamarca \| \| 9 de octubre de 2025 \| \| Escocia \| \| - \| \| Grecia \| \| 12 de octubre de 2025 \| \| Escocia \| \| - \| \| Bielorrusia \| \| 12 de octubre de 2025 \| \| Dinamarca \| \| - \| \| Grecia \| \| 15 de noviembre de 2025 \| \| Grecia \| \| - \| \| Escocia \| \| 15 de noviembre de 2025 \| \| Dinamarca \| \| - \| \| Bielorrusia \| \| 18 de noviembre de 2025 \| [n. 1] \| Bielorrusia \| \| - \| \| Grecia \| \| 18 de noviembre de 2025 \| \| Escocia \| \| - \| \| Dinamarca \| |                        |             |                        |           |                        |             |
| Fecha | Lugar                  | Local       |                        | Resultado |                        | Visitante   |
| 5 de septiembre de 2025 | El Pireo               | Grecia      | Bandera de Grecia      | -         | Bandera de Bielorrusia | Bielorrusia |
| 5 de septiembre de 2025 | Copenhague             | Dinamarca   | Bandera de Dinamarca   | -         | Bandera de Escocia     | Escocia     |
| 8 de septiembre de 2025 | Zalaegerszeg (Hungría) | Bielorrusia | Bandera de Bielorrusia | -         | Bandera de Escocia     | Escocia     |
| 8 de septiembre de 2025 | El Pireo               | Grecia      | Bandera de Grecia      | -         | Bandera de Dinamarca   | Dinamarca   |
| 9 de octubre de 2025 | [ n. 1 ]               | Bielorrusia | Bandera de Bielorrusia | -         | Bandera de Dinamarca   | Dinamarca   |
| 9 de octubre de 2025 |                        | Escocia     | Bandera de Escocia     | -         | Bandera de Grecia      | Grecia      |
| 12 de octubre de 2025 |                        | Escocia     | Bandera de Escocia     | -         | Bandera de Bielorrusia | Bielorrusia |
| 12 de octubre de 2025 |                        | Dinamarca   | Bandera de Dinamarca   | -         | Bandera de Grecia      | Grecia      |
| 15 de noviembre de 2025 |                        | Grecia      | Bandera de Grecia      | -         | Bandera de Escocia     | Escocia     |
| 15 de noviembre de 2025 |                        | Dinamarca   | Bandera de Dinamarca   | -         | Bandera de Bielorrusia | Bielorrusia |
| 18 de noviembre de 2025 | [ n. 1 ]               | Bielorrusia | Bandera de Bielorrusia | -         | Bandera de Grecia      | Grecia      |
| 18 de noviembre de 2025 |                        | Escocia     | Bandera de Escocia     | -         | Bandera de Dinamarca   | Dinamarca   |

### Grupo D
| Pos. | Equipo     | Pts. | PJ | G | E | P | GF | GC | Dif. | Clasificación             |   | Bandera de Francia | Bandera de Ucrania | Bandera de Islandia | Bandera de Azerbaiyán |
| ---- | ---------- | ---- | -- | - | - | - | -- | -- | ---- | ------------------------- | - | ------------------ | ------------------ | ------------------- | --------------------- |
| 1    | Francia    | 0    | 0  | 0 | 0 | 0 | 0  | 0  | 0    | Clasifica al Mundial 2026 |   | —                  | –                  | –                   | –                     |
| 2    | Ucrania    | 0    | 0  | 0 | 0 | 0 | 0  | 0  | 0    | Acceso a los play-offs    |   | –                  | —                  | –                   | –                     |
| 3    | Islandia   | 0    | 0  | 0 | 0 | 0 | 0  | 0  | 0    |                           |   | –                  | –                  | —                   | –                     |
| 4    | Azerbaiyán | 0    | 0  | 0 | 0 | 0 | 0  | 0  | 0    |                           | – | –                  | –                  | —                   |                       |

Los primeros partidos se disputarán el 5 de septiembre de 2025.
 Fuente: FIFA
Criterios de clasificación: criterios FIFA de desempate
| \| Fecha \| Lugar \| Local \| \| Resultado \| \| Visitante \| \| ----------------------- \| ------------------------- \| ---------- \| \| --------- \| \| ---------- \| \| 5 de septiembre de 2025 \| Reikiavik \| Islandia \| \| - \| \| Azerbaiyán \| \| 5 de septiembre de 2025 \| Breslavia (Polonia)[n. 2] \| Ucrania \| \| - \| \| Francia \| \| 9 de septiembre de 2025 \| Bakú \| Azerbaiyán \| \| - \| \| Ucrania \| \| 9 de septiembre de 2025 \| París \| Francia \| \| - \| \| Islandia \| \| 10 de octubre de 2025 \| \| Islandia \| \| - \| \| Ucrania \| \| 10 de octubre de 2025 \| \| Francia \| \| - \| \| Azerbaiyán \| \| 13 de octubre de 2025 \| \| Islandia \| \| - \| \| Francia \| \| 13 de octubre de 2025 \| [n. 2] \| Ucrania \| \| - \| \| Azerbaiyán \| \| 13 de noviembre de 2025 \| \| Azerbaiyán \| \| - \| \| Islandia \| \| 13 de noviembre de 2025 \| \| Francia \| \| - \| \| Ucrania \| \| 16 de noviembre de 2025 \| \| Azerbaiyán \| \| - \| \| Francia \| \| 16 de noviembre de 2025 \| [n. 2] \| Ucrania \| \| - \| \| Islandia \| |                     |            |                       |           |                       |            |
| Fecha | Lugar               | Local      |                       | Resultado |                       | Visitante  |
| 5 de septiembre de 2025 | Reikiavik           | Islandia   | Bandera de Islandia   | -         | Bandera de Azerbaiyán | Azerbaiyán |
| 5 de septiembre de 2025 | Breslavia (Polonia) | Ucrania    | Bandera de Ucrania    | -         | Bandera de Francia    | Francia    |
| 9 de septiembre de 2025 | Bakú                | Azerbaiyán | Bandera de Azerbaiyán | -         | Bandera de Ucrania    | Ucrania    |
| 9 de septiembre de 2025 | París               | Francia    | Bandera de Francia    | -         | Bandera de Islandia   | Islandia   |
| 10 de octubre de 2025 |                     | Islandia   | Bandera de Islandia   | -         | Bandera de Ucrania    | Ucrania    |
| 10 de octubre de 2025 |                     | Francia    | Bandera de Francia    | -         | Bandera de Azerbaiyán | Azerbaiyán |
| 13 de octubre de 2025 |                     | Islandia   | Bandera de Islandia   | -         | Bandera de Francia    | Francia    |
| 13 de octubre de 2025 | [ n. 2 ]            | Ucrania    | Bandera de Ucrania    | -         | Bandera de Azerbaiyán | Azerbaiyán |
| 13 de noviembre de 2025 |                     | Azerbaiyán | Bandera de Azerbaiyán | -         | Bandera de Islandia   | Islandia   |
| 13 de noviembre de 2025 |                     | Francia    | Bandera de Francia    | -         | Bandera de Ucrania    | Ucrania    |
| 16 de noviembre de 2025 |                     | Azerbaiyán | Bandera de Azerbaiyán | -         | Bandera de Francia    | Francia    |
| 16 de noviembre de 2025 | [ n. 2 ]            | Ucrania    | Bandera de Ucrania    | -         | Bandera de Islandia   | Islandia   |

### Grupo E
| Pos. | Equipo   | Pts. | PJ | G | E | P | GF | GC | Dif. | Clasificación             |   | Bandera de España | Bandera de Turquía | Bandera de Georgia | Bandera de Bulgaria |
| ---- | -------- | ---- | -- | - | - | - | -- | -- | ---- | ------------------------- | - | ----------------- | ------------------ | ------------------ | ------------------- |
| 1    | España   | 0    | 0  | 0 | 0 | 0 | 0  | 0  | 0    | Clasifica al Mundial 2026 |   | —                 | –                  | –                  | –                   |
| 2    | Turquía  | 0    | 0  | 0 | 0 | 0 | 0  | 0  | 0    | Acceso a los play-offs    |   | –                 | —                  | –                  | –                   |
| 3    | Georgia  | 0    | 0  | 0 | 0 | 0 | 0  | 0  | 0    |                           |   | –                 | –                  | —                  | –                   |
| 4    | Bulgaria | 0    | 0  | 0 | 0 | 0 | 0  | 0  | 0    |                           | – | –                 | –                  | —                  |                     |

Los primeros partidos se disputarán el 4 de septiembre de 2025.
 Fuente: FIFA
Criterios de clasificación: criterios FIFA de desempate
| \| Fecha \| Lugar \| Local \| \| Resultado \| \| Visitante \| \| ----------------------- \| ------ \| -------- \| \| --------- \| \| --------- \| \| 4 de septiembre de 2025 \| Tiflis \| Georgia \| \| - \| \| Turquía \| \| 4 de septiembre de 2025 \| Sofía \| Bulgaria \| \| - \| \| España \| \| 7 de septiembre de 2025 \| Tiflis \| Georgia \| \| - \| \| Bulgaria \| \| 7 de septiembre de 2025 \| Konya \| Turquía \| \| - \| \| España \| \| 11 de octubre de 2025 \| \| Bulgaria \| \| - \| \| Turquía \| \| 11 de octubre de 2025 \| \| España \| \| - \| \| Georgia \| \| 14 de octubre de 2025 \| \| Turquía \| \| - \| \| Georgia \| \| 14 de octubre de 2025 \| \| España \| \| - \| \| Bulgaria \| \| 15 de noviembre de 2025 \| \| Georgia \| \| - \| \| España \| \| 15 de noviembre de 2025 \| \| Turquía \| \| - \| \| Bulgaria \| \| 18 de noviembre de 2025 \| \| Bulgaria \| \| - \| \| Georgia \| \| 18 de noviembre de 2025 \| \| España \| \| - \| \| Turquía \| |        |          |                     |           |                     |           |
| Fecha | Lugar  | Local    |                     | Resultado |                     | Visitante |
| 4 de septiembre de 2025 | Tiflis | Georgia  | Bandera de Georgia  | -         | Bandera de Turquía  | Turquía   |
| 4 de septiembre de 2025 | Sofía  | Bulgaria | Bandera de Bulgaria | -         | Bandera de España   | España    |
| 7 de septiembre de 2025 | Tiflis | Georgia  | Bandera de Georgia  | -         | Bandera de Bulgaria | Bulgaria  |
| 7 de septiembre de 2025 | Konya  | Turquía  | Bandera de Turquía  | -         | Bandera de España   | España    |
| 11 de octubre de 2025 |        | Bulgaria | Bandera de Bulgaria | -         | Bandera de Turquía  | Turquía   |
| 11 de octubre de 2025 |        | España   | Bandera de España   | -         | Bandera de Georgia  | Georgia   |
| 14 de octubre de 2025 |        | Turquía  | Bandera de Turquía  | -         | Bandera de Georgia  | Georgia   |
| 14 de octubre de 2025 |        | España   | Bandera de España   | -         | Bandera de Bulgaria | Bulgaria  |
| 15 de noviembre de 2025 |        | Georgia  | Bandera de Georgia  | -         | Bandera de España   | España    |
| 15 de noviembre de 2025 |        | Turquía  | Bandera de Turquía  | -         | Bandera de Bulgaria | Bulgaria  |
| 18 de noviembre de 2025 |        | Bulgaria | Bandera de Bulgaria | -         | Bandera de Georgia  | Georgia   |
| 18 de noviembre de 2025 |        | España   | Bandera de España   | -         | Bandera de Turquía  | Turquía   |

### Grupo F
| Pos. | Equipo   | Pts. | PJ | G | E | P | GF | GC | Dif. | Clasificación             |   | Bandera de Portugal | Bandera de Hungría | Bandera de Irlanda | Bandera de Armenia |
| ---- | -------- | ---- | -- | - | - | - | -- | -- | ---- | ------------------------- | - | ------------------- | ------------------ | ------------------ | ------------------ |
| 1    | Portugal | 0    | 0  | 0 | 0 | 0 | 0  | 0  | 0    | Clasifica al Mundial 2026 |   | —                   | –                  | –                  | –                  |
| 2    | Hungría  | 0    | 0  | 0 | 0 | 0 | 0  | 0  | 0    | Acceso a los play-offs    |   | –                   | —                  | –                  | –                  |
| 3    | Irlanda  | 0    | 0  | 0 | 0 | 0 | 0  | 0  | 0    |                           |   | –                   | –                  | —                  | –                  |
| 4    | Armenia  | 0    | 0  | 0 | 0 | 0 | 0  | 0  | 0    |                           | – | –                   | –                  | —                  |                    |

Los primeros partidos se disputarán el 6 de septiembre de 2025.
 Fuente: FIFA
Criterios de clasificación: criterios FIFA de desempate
| \| Fecha \| Lugar \| Local \| \| Resultado \| \| Visitante \| \| ----------------------- \| -------- \| -------- \| \| --------- \| \| --------- \| \| 6 de septiembre de 2025 \| Ereván \| Armenia \| \| - \| \| Portugal \| \| 6 de septiembre de 2025 \| Dublín \| Irlanda \| \| - \| \| Hungría \| \| 9 de septiembre de 2025 \| Ereván \| Armenia \| \| - \| \| Irlanda \| \| 9 de septiembre de 2025 \| Budapest \| Hungría \| \| - \| \| Portugal \| \| 11 de octubre de 2025 \| \| Hungría \| \| - \| \| Armenia \| \| 11 de octubre de 2025 \| \| Portugal \| \| - \| \| Irlanda \| \| 14 de octubre de 2025 \| \| Irlanda \| \| - \| \| Armenia \| \| 14 de octubre de 2025 \| \| Portugal \| \| - \| \| Hungría \| \| 13 de noviembre de 2025 \| \| Armenia \| \| - \| \| Hungría \| \| 13 de noviembre de 2025 \| \| Irlanda \| \| - \| \| Portugal \| \| 16 de noviembre de 2025 \| \| Hungría \| \| - \| \| Irlanda \| \| 16 de noviembre de 2025 \| \| Portugal \| \| - \| \| Armenia \| |          |          |                     |           |                     |           |
| Fecha | Lugar    | Local    |                     | Resultado |                     | Visitante |
| 6 de septiembre de 2025 | Ereván   | Armenia  | Bandera de Armenia  | -         | Bandera de Portugal | Portugal  |
| 6 de septiembre de 2025 | Dublín   | Irlanda  | Bandera de Irlanda  | -         | Bandera de Hungría  | Hungría   |
| 9 de septiembre de 2025 | Ereván   | Armenia  | Bandera de Armenia  | -         | Bandera de Irlanda  | Irlanda   |
| 9 de septiembre de 2025 | Budapest | Hungría  | Bandera de Hungría  | -         | Bandera de Portugal | Portugal  |
| 11 de octubre de 2025 |          | Hungría  | Bandera de Hungría  | -         | Bandera de Armenia  | Armenia   |
| 11 de octubre de 2025 |          | Portugal | Bandera de Portugal | -         | Bandera de Irlanda  | Irlanda   |
| 14 de octubre de 2025 |          | Irlanda  | Bandera de Irlanda  | -         | Bandera de Armenia  | Armenia   |
| 14 de octubre de 2025 |          | Portugal | Bandera de Portugal | -         | Bandera de Hungría  | Hungría   |
| 13 de noviembre de 2025 |          | Armenia  | Bandera de Armenia  | -         | Bandera de Hungría  | Hungría   |
| 13 de noviembre de 2025 |          | Irlanda  | Bandera de Irlanda  | -         | Bandera de Portugal | Portugal  |
| 16 de noviembre de 2025 |          | Hungría  | Bandera de Hungría  | -         | Bandera de Irlanda  | Irlanda   |
| 16 de noviembre de 2025 |          | Portugal | Bandera de Portugal | -         | Bandera de Armenia  | Armenia   |

### Grupo G
| Pos. | Equipo       | Pts. | PJ | G | E | P | GF | GC | Dif. | Clasificación             |       | Bandera de Finlandia | Bandera de los Países Bajos | Bandera de Polonia | Bandera de Lituania | Bandera de Malta |
| ---- | ------------ | ---- | -- | - | - | - | -- | -- | ---- | ------------------------- | ----- | -------------------- | --------------------------- | ------------------ | ------------------- | ---------------- |
| 1    | Finlandia    | 7    | 4  | 2 | 1 | 1 | 5  | 5  | 0    | Clasifica al Mundial 2026 |       | —                    | 0 – 2                       | 2 – 1              | –                   | –                |
| 2    | Países Bajos | 6    | 2  | 2 | 0 | 0 | 10 | 0  | +10  | Acceso a los play-offs    |       | –                    | —                           | –                  | –                   | 8 – 0            |
| 3    | Polonia      | 6    | 3  | 2 | 0 | 1 | 4  | 2  | +2   |                           |       | –                    | –                           | —                  | 1 – 0               | 2 – 0            |
| 4    | Lituania     | 2    | 3  | 0 | 2 | 1 | 2  | 3  | −1   |                           | 2 – 2 | –                    | –                           | —                  | –                   |                  |
| 5    | Malta        | 1    | 4  | 0 | 1 | 3 | 0  | 11 | −11  |                           | 0 – 1 | –                    | –                           | 0 – 0              | —                   |                  |

Actualizado a los partidos jugados el 10 de junio de 2025.
 Fuente: FIFA
Criterios de clasificación: criterios FIFA de desempate
| \| Fecha \| Lugar \| Local \| \| Resultado \| \| Visitante \| \| ----------------------- \| -------- \| ------------ \| \| --------- \| \| ------------ \| \| 21 de marzo de 2025 \| Ta' Qali \| Malta \| \| 0 – 1 \| \| Finlandia \| \| 21 de marzo de 2025 \| Varsovia \| Polonia \| \| 1 – 0 \| \| Lituania \| \| 24 de marzo de 2025 \| Kaunas \| Lituania \| \| 2 – 2 \| \| Finlandia \| \| 24 de marzo de 2025 \| Varsovia \| Polonia \| \| 2 – 0 \| \| Malta \| \| 7 de junio de 2025 \| Ta' Qali \| Malta \| \| 0 – 0 \| \| Lituania \| \| 7 de junio de 2025 \| Helsinki \| Finlandia \| \| 0 – 2 \| \| Países Bajos \| \| 10 de junio de 2025 \| Helsinki \| Finlandia \| \| 2 – 1 \| \| Polonia \| \| 10 de junio de 2025 \| Groninga \| Países Bajos \| \| 8 – 0 \| \| Malta \| \| 4 de septiembre de 2025 \| Kaunas \| Lituania \| \| - \| \| Malta \| \| 4 de septiembre de 2025 \| Róterdam \| Países Bajos \| \| - \| \| Polonia \| \| 7 de septiembre de 2025 \| Kaunas \| Lituania \| \| - \| \| Países Bajos \| \| 7 de septiembre de 2025 \| Chorzów \| Polonia \| \| - \| \| Finlandia \| \| 9 de octubre de 2025 \| \| Finlandia \| \| - \| \| Lituania \| \| 9 de octubre de 2025 \| \| Malta \| \| - \| \| Países Bajos \| \| 12 de octubre de 2025 \| \| Lituania \| \| - \| \| Polonia \| \| 12 de octubre de 2025 \| \| Países Bajos \| \| - \| \| Finlandia \| \| 14 de noviembre de 2025 \| \| Finlandia \| \| - \| \| Malta \| \| 14 de noviembre de 2025 \| \| Polonia \| \| - \| \| Países Bajos \| \| 17 de noviembre de 2025 \| \| Malta \| \| - \| \| Polonia \| \| 17 de noviembre de 2025 \| \| Países Bajos \| \| - \| \| Lituania \| |          |              |                             |           |                             |              |
| Fecha | Lugar    | Local        |                             | Resultado |                             | Visitante    |
| 21 de marzo de 2025 | Ta' Qali | Malta        | Bandera de Malta            | 0 – 1     | Bandera de Finlandia        | Finlandia    |
| 21 de marzo de 2025 | Varsovia | Polonia      | Bandera de Polonia          | 1 – 0     | Bandera de Lituania         | Lituania     |
| 24 de marzo de 2025 | Kaunas   | Lituania     | Bandera de Lituania         | 2 – 2     | Bandera de Finlandia        | Finlandia    |
| 24 de marzo de 2025 | Varsovia | Polonia      | Bandera de Polonia          | 2 – 0     | Bandera de Malta            | Malta        |
| 7 de junio de 2025 | Ta' Qali | Malta        | Bandera de Malta            | 0 – 0     | Bandera de Lituania         | Lituania     |
| 7 de junio de 2025 | Helsinki | Finlandia    | Bandera de Finlandia        | 0 – 2     | Bandera de los Países Bajos | Países Bajos |
| 10 de junio de 2025 | Helsinki | Finlandia    | Bandera de Finlandia        | 2 – 1     | Bandera de Polonia          | Polonia      |
| 10 de junio de 2025 | Groninga | Países Bajos | Bandera de los Países Bajos | 8 – 0     | Bandera de Malta            | Malta        |
| 4 de septiembre de 2025 | Kaunas   | Lituania     | Bandera de Lituania         | -         | Bandera de Malta            | Malta        |
| 4 de septiembre de 2025 | Róterdam | Países Bajos | Bandera de los Países Bajos | -         | Bandera de Polonia          | Polonia      |
| 7 de septiembre de 2025 | Kaunas   | Lituania     | Bandera de Lituania         | -         | Bandera de los Países Bajos | Países Bajos |
| 7 de septiembre de 2025 | Chorzów  | Polonia      | Bandera de Polonia          | -         | Bandera de Finlandia        | Finlandia    |
| 9 de octubre de 2025 |          | Finlandia    | Bandera de Finlandia        | -         | Bandera de Lituania         | Lituania     |
| 9 de octubre de 2025 |          | Malta        | Bandera de Malta            | -         | Bandera de los Países Bajos | Países Bajos |
| 12 de octubre de 2025 |          | Lituania     | Bandera de Lituania         | -         | Bandera de Polonia          | Polonia      |
| 12 de octubre de 2025 |          | Países Bajos | Bandera de los Países Bajos | -         | Bandera de Finlandia        | Finlandia    |
| 14 de noviembre de 2025 |          | Finlandia    | Bandera de Finlandia        | -         | Bandera de Malta            | Malta        |
| 14 de noviembre de 2025 |          | Polonia      | Bandera de Polonia          | -         | Bandera de los Países Bajos | Países Bajos |
| 17 de noviembre de 2025 |          | Malta        | Bandera de Malta            | -         | Bandera de Polonia          | Polonia      |
| 17 de noviembre de 2025 |          | Países Bajos | Bandera de los Países Bajos | -         | Bandera de Lituania         | Lituania     |

### Grupo H
| Pos. | Equipo               | Pts. | PJ | G | E | P | GF | GC | Dif. | Clasificación             |   | Bandera de Bosnia y Herzegovina | Bandera de Austria | Bandera de Rumania | Bandera de Chipre | Bandera de San Marino |
| ---- | -------------------- | ---- | -- | - | - | - | -- | -- | ---- | ------------------------- | - | ------------------------------- | ------------------ | ------------------ | ----------------- | --------------------- |
| 1    | Bosnia y Herzegovina | 9    | 3  | 3 | 0 | 0 | 4  | 1  | +3   | Clasifica al Mundial 2026 |   | —                               | –                  | –                  | 2 – 1             | 1 – 0                 |
| 2    | Austria              | 6    | 2  | 2 | 0 | 0 | 6  | 1  | +5   | Acceso a los play-offs    |   | –                               | —                  | 2 – 1              | –                 | –                     |
| 3    | Rumania              | 6    | 4  | 2 | 0 | 2 | 8  | 4  | +4   |                           |   | 0 – 1                           | –                  | —                  | 2 – 0             | –                     |
| 4    | Chipre               | 3    | 3  | 1 | 0 | 2 | 3  | 4  | −1   |                           | – | –                               | –                  | —                  | 2 – 0             |                       |
| 5    | San Marino           | 0    | 4  | 0 | 0 | 4 | 1  | 12 | −11  |                           | – | 0 – 4                           | 1 – 5              | –                  | —                 |                       |

Actualizado a los partidos jugados el 10 de junio de 2025.
 Fuente: FIFA
Criterios de clasificación: criterios FIFA de desempate
| \| Fecha \| Lugar \| Local \| \| Resultado \| \| Visitante \| \| ----------------------- \| ---------- \| -------------------- \| \| --------- \| \| -------------------- \| \| 21 de marzo de 2025 \| Lárnaca \| Chipre \| \| 2 – 0 \| \| San Marino \| \| 21 de marzo de 2025 \| Bucarest \| Rumania \| \| 0 – 1 \| \| Bosnia y Herzegovina \| \| 24 de marzo de 2025 \| Zenica \| Bosnia y Herzegovina \| \| 2 – 1 \| \| Chipre \| \| 24 de marzo de 2025 \| Serravalle \| San Marino \| \| 1 – 5 \| \| Rumania \| \| 7 de junio de 2025 \| Zenica \| Bosnia y Herzegovina \| \| 1 – 0 \| \| San Marino \| \| 7 de junio de 2025 \| Viena \| Austria \| \| 2 – 1 \| \| Rumania \| \| 10 de junio de 2025 \| Bucarest \| Rumania \| \| 2 – 0 \| \| Chipre \| \| 10 de junio de 2025 \| Serravalle \| San Marino \| \| 0 – 4 \| \| Austria \| \| 6 de septiembre de 2025 \| Linz \| Austria \| \| - \| \| Chipre \| \| 6 de septiembre de 2025 \| Serravalle \| San Marino \| \| - \| \| Bosnia y Herzegovina \| \| 9 de septiembre de 2025 \| Nicosia \| Chipre \| \| - \| \| Rumania \| \| 9 de septiembre de 2025 \| Zenica \| Bosnia y Herzegovina \| \| - \| \| Austria \| \| 9 de octubre de 2025 \| \| Chipre \| \| - \| \| Bosnia y Herzegovina \| \| 9 de octubre de 2025 \| \| Austria \| \| - \| \| San Marino \| \| 12 de octubre de 2025 \| \| San Marino \| \| - \| \| Chipre \| \| 12 de octubre de 2025 \| \| Rumania \| \| - \| \| Austria \| \| 15 de noviembre de 2025 \| \| Chipre \| \| - \| \| Austria \| \| 15 de noviembre de 2025 \| \| Bosnia y Herzegovina \| \| - \| \| Rumania \| \| 18 de noviembre de 2025 \| \| Rumania \| \| - \| \| San Marino \| \| 18 de noviembre de 2025 \| \| Austria \| \| - \| \| Bosnia y Herzegovina \| |            |                      |                                 |           |                                 |                      |
| Fecha | Lugar      | Local                |                                 | Resultado |                                 | Visitante            |
| 21 de marzo de 2025 | Lárnaca    | Chipre               | Bandera de Chipre               | 2 – 0     | Bandera de San Marino           | San Marino           |
| 21 de marzo de 2025 | Bucarest   | Rumania              | Bandera de Rumania              | 0 – 1     | Bandera de Bosnia y Herzegovina | Bosnia y Herzegovina |
| 24 de marzo de 2025 | Zenica     | Bosnia y Herzegovina | Bandera de Bosnia y Herzegovina | 2 – 1     | Bandera de Chipre               | Chipre               |
| 24 de marzo de 2025 | Serravalle | San Marino           | Bandera de San Marino           | 1 – 5     | Bandera de Rumania              | Rumania              |
| 7 de junio de 2025 | Zenica     | Bosnia y Herzegovina | Bandera de Bosnia y Herzegovina | 1 – 0     | Bandera de San Marino           | San Marino           |
| 7 de junio de 2025 | Viena      | Austria              | Bandera de Austria              | 2 – 1     | Bandera de Rumania              | Rumania              |
| 10 de junio de 2025 | Bucarest   | Rumania              | Bandera de Rumania              | 2 – 0     | Bandera de Chipre               | Chipre               |
| 10 de junio de 2025 | Serravalle | San Marino           | Bandera de San Marino           | 0 – 4     | Bandera de Austria              | Austria              |
| 6 de septiembre de 2025 | Linz       | Austria              | Bandera de Austria              | -         | Bandera de Chipre               | Chipre               |
| 6 de septiembre de 2025 | Serravalle | San Marino           | Bandera de San Marino           | -         | Bandera de Bosnia y Herzegovina | Bosnia y Herzegovina |
| 9 de septiembre de 2025 | Nicosia    | Chipre               | Bandera de Chipre               | -         | Bandera de Rumania              | Rumania              |
| 9 de septiembre de 2025 | Zenica     | Bosnia y Herzegovina | Bandera de Bosnia y Herzegovina | -         | Bandera de Austria              | Austria              |
| 9 de octubre de 2025 |            | Chipre               | Bandera de Chipre               | -         | Bandera de Bosnia y Herzegovina | Bosnia y Herzegovina |
| 9 de octubre de 2025 |            | Austria              | Bandera de Austria              | -         | Bandera de San Marino           | San Marino           |
| 12 de octubre de 2025 |            | San Marino           | Bandera de San Marino           | -         | Bandera de Chipre               | Chipre               |
| 12 de octubre de 2025 |            | Rumania              | Bandera de Rumania              | -         | Bandera de Austria              | Austria              |
| 15 de noviembre de 2025 |            | Chipre               | Bandera de Chipre               | -         | Bandera de Austria              | Austria              |
| 15 de noviembre de 2025 |            | Bosnia y Herzegovina | Bandera de Bosnia y Herzegovina | -         | Bandera de Rumania              | Rumania              |
| 18 de noviembre de 2025 |            | Rumania              | Bandera de Rumania              | -         | Bandera de San Marino           | San Marino           |
| 18 de noviembre de 2025 |            | Austria              | Bandera de Austria              | -         | Bandera de Bosnia y Herzegovina | Bosnia y Herzegovina |

### Grupo I
| Pos. | Equipo   | Pts. | PJ | G | E | P | GF | GC | Dif. | Clasificación             |       | Bandera de Noruega | Bandera de Israel | Bandera de Italia | Bandera de Estonia | Bandera de Moldavia |
| ---- | -------- | ---- | -- | - | - | - | -- | -- | ---- | ------------------------- | ----- | ------------------ | ----------------- | ----------------- | ------------------ | ------------------- |
| 1    | Noruega  | 12   | 4  | 4 | 0 | 0 | 13 | 2  | +11  | Clasifica al Mundial 2026 |       | —                  | –                 | 3 – 0             | –                  | –                   |
| 2    | Israel   | 6    | 3  | 2 | 0 | 1 | 7  | 6  | +1   | Acceso a los play-offs    |       | 2 – 4              | —                 | –                 | 2 – 1              | –                   |
| 3    | Italia   | 3    | 2  | 1 | 0 | 1 | 2  | 3  | −1   |                           |       | –                  | –                 | —                 | –                  | 2 – 0               |
| 4    | Estonia  | 3    | 4  | 1 | 0 | 3 | 5  | 8  | −3   |                           | 0 – 1 | 1 – 3              | –                 | —                 | –                  |                     |
| 5    | Moldavia | 0    | 3  | 0 | 0 | 3 | 2  | 10 | −8   |                           | 0 – 5 | –                  | –                 | 2 – 3             | —                  |                     |

Actualizado a los partidos jugados el 9 de junio de 2025.
 Fuente: FIFA
Criterios de clasificación: criterios FIFA de desempate
| \| Fecha \| Lugar \| Local \| \| Resultado \| \| Visitante \| \| ----------------------------- \| ------------------------ \| -------- \| \| --------- \| \| --------- \| \| 22 de marzo de 2025 \| Chisináu \| Moldavia \| \| 0 – 5 \| \| Noruega \| \| 22 de marzo de 2025 \| Debrecen (Hungría)[n. 3] \| Israel \| \| 2 – 1 \| \| Estonia \| \| 25 de marzo de 2025 \| Chisináu \| Moldavia \| \| 2 – 3 \| \| Estonia \| \| 25 de marzo de 2025 \| Debrecen (Hungría)[n. 3] \| Israel \| \| 2 – 4 \| \| Noruega \| \| 6 de junio de 2025 \| Tallín \| Estonia \| \| 1 – 3 \| \| Israel \| \| 6 de junio de 2025 \| Oslo \| Noruega \| \| 3 – 0 \| \| Italia \| \| 9 de junio de 2025 \| Tallín \| Estonia \| \| 0 – 1 \| \| Noruega \| \| 9 de junio de 2025 \| Reggio Emilia \| Italia \| \| 2 – 0 \| \| Moldavia \| \| 5 de septiembre de 2025 \| Chisináu \| Moldavia \| \| - \| \| Israel \| \| 5 de septiembre de 2025 \| Bérgamo \| Italia \| \| - \| \| Estonia \| \| 8 de septiembre de 2025 \| Debrecen (Hungría)[n. 3] \| Israel \| \| - \| \| Italia \| \| 9 de septiembre de 2025[n. 4] \| Oslo \| Noruega \| \| - \| \| Moldavia \| \| 11 de octubre de 2025 \| \| Noruega \| \| - \| \| Israel \| \| 11 de octubre de 2025 \| \| Estonia \| \| - \| \| Italia \| \| 14 de octubre de 2025 \| \| Italia \| \| - \| \| Israel \| \| 14 de octubre de 2025 \| \| Estonia \| \| - \| \| Moldavia \| \| 13 de noviembre de 2025 \| \| Noruega \| \| - \| \| Estonia \| \| 13 de noviembre de 2025 \| \| Moldavia \| \| - \| \| Italia \| \| 16 de noviembre de 2025 \| \| Italia \| \| - \| \| Noruega \| \| 16 de noviembre de 2025 \| \| Israel \| \| - \| \| Moldavia \| |                    |          |                     |           |                     |           |
| Fecha | Lugar              | Local    |                     | Resultado |                     | Visitante |
| 22 de marzo de 2025 | Chisináu           | Moldavia | Bandera de Moldavia | 0 – 5     | Bandera de Noruega  | Noruega   |
| 22 de marzo de 2025 | Debrecen (Hungría) | Israel   | Bandera de Israel   | 2 – 1     | Bandera de Estonia  | Estonia   |
| 25 de marzo de 2025 | Chisináu           | Moldavia | Bandera de Moldavia | 2 – 3     | Bandera de Estonia  | Estonia   |
| 25 de marzo de 2025 | Debrecen (Hungría) | Israel   | Bandera de Israel   | 2 – 4     | Bandera de Noruega  | Noruega   |
| 6 de junio de 2025 | Tallín             | Estonia  | Bandera de Estonia  | 1 – 3     | Bandera de Israel   | Israel    |
| 6 de junio de 2025 | Oslo               | Noruega  | Bandera de Noruega  | 3 – 0     | Bandera de Italia   | Italia    |
| 9 de junio de 2025 | Tallín             | Estonia  | Bandera de Estonia  | 0 – 1     | Bandera de Noruega  | Noruega   |
| 9 de junio de 2025 | Reggio Emilia      | Italia   | Bandera de Italia   | 2 – 0     | Bandera de Moldavia | Moldavia  |
| 5 de septiembre de 2025 | Chisináu           | Moldavia | Bandera de Moldavia | -         | Bandera de Israel   | Israel    |
| 5 de septiembre de 2025 | Bérgamo            | Italia   | Bandera de Italia   | -         | Bandera de Estonia  | Estonia   |
| 8 de septiembre de 2025 | Debrecen (Hungría) | Israel   | Bandera de Israel   | -         | Bandera de Italia   | Italia    |
| 9 de septiembre de 2025 | Oslo               | Noruega  | Bandera de Noruega  | -         | Bandera de Moldavia | Moldavia  |
| 11 de octubre de 2025 |                    | Noruega  | Bandera de Noruega  | -         | Bandera de Israel   | Israel    |
| 11 de octubre de 2025 |                    | Estonia  | Bandera de Estonia  | -         | Bandera de Italia   | Italia    |
| 14 de octubre de 2025 |                    | Italia   | Bandera de Italia   | -         | Bandera de Israel   | Israel    |
| 14 de octubre de 2025 |                    | Estonia  | Bandera de Estonia  | -         | Bandera de Moldavia | Moldavia  |
| 13 de noviembre de 2025 |                    | Noruega  | Bandera de Noruega  | -         | Bandera de Estonia  | Estonia   |
| 13 de noviembre de 2025 |                    | Moldavia | Bandera de Moldavia | -         | Bandera de Italia   | Italia    |
| 16 de noviembre de 2025 |                    | Italia   | Bandera de Italia   | -         | Bandera de Noruega  | Noruega   |
| 16 de noviembre de 2025 |                    | Israel   | Bandera de Israel   | -         | Bandera de Moldavia | Moldavia  |

### Grupo J
| Pos. | Equipo              | Pts. | PJ | G | E | P | GF | GC | Dif. | Clasificación             |       | Bandera de Macedonia del Norte | Bandera de Gales | Bandera de Bélgica | Bandera de Kazajistán | Bandera de Liechtenstein |
| ---- | ------------------- | ---- | -- | - | - | - | -- | -- | ---- | ------------------------- | ----- | ------------------------------ | ---------------- | ------------------ | --------------------- | ------------------------ |
| 1    | Macedonia del Norte | 8    | 4  | 2 | 2 | 0 | 6  | 2  | +4   | Clasifica al Mundial 2026 |       | —                              | 1 – 1            | 1 – 1              | –                     | –                        |
| 2    | Gales               | 7    | 4  | 2 | 1 | 1 | 10 | 6  | +4   | Acceso a los play-offs    |       | –                              | —                | –                  | 3 – 1                 | 3 – 0                    |
| 3    | Bélgica             | 4    | 2  | 1 | 1 | 0 | 5  | 4  | +1   |                           |       | –                              | 4 – 3            | —                  | –                     | –                        |
| 4    | Kazajistán          | 3    | 3  | 1 | 0 | 2 | 3  | 4  | −1   |                           | 0 – 1 | –                              | –                | —                  | –                     |                          |
| 5    | Liechtenstein       | 0    | 3  | 0 | 0 | 3 | 0  | 8  | −8   |                           | 0 – 3 | –                              | –                | 0 – 2              | —                     |                          |

Actualizado a los partidos jugados el 9 de junio de 2025.
 Fuente: FIFA
Criterios de clasificación: criterios FIFA de desempate
| \| Fecha \| Lugar \| Local \| \| Resultado \| \| Visitante \| \| ----------------------- \| ---------- \| ------------------- \| \| --------- \| \| ------------------- \| \| 22 de marzo de 2025 \| Vaduz \| Liechtenstein \| \| 0 – 3 \| \| Macedonia del Norte \| \| 22 de marzo de 2025 \| Cardiff \| Gales \| \| 3 – 1 \| \| Kazajistán \| \| 25 de marzo de 2025 \| Vaduz \| Liechtenstein \| \| 0 – 2 \| \| Kazajistán \| \| 25 de marzo de 2025 \| Skopie \| Macedonia del Norte \| \| 1 – 1 \| \| Gales \| \| 6 de junio de 2025 \| Skopie \| Macedonia del Norte \| \| 1 – 1 \| \| Bélgica \| \| 6 de junio de 2025 \| Cardiff \| Gales \| \| 3 – 0 \| \| Liechtenstein \| \| 9 de junio de 2025 \| Astaná \| Kazajistán \| \| 0 – 1 \| \| Macedonia del Norte \| \| 9 de junio de 2025 \| Bruselas \| Bélgica \| \| 4 – 3 \| \| Gales \| \| 4 de septiembre de 2025 \| Astaná \| Kazajistán \| \| - \| \| Gales \| \| 4 de septiembre de 2025 \| Vaduz \| Liechtenstein \| \| - \| \| Bélgica \| \| 7 de septiembre de 2025 \| Skopie \| Macedonia del Norte \| \| - \| \| Liechtenstein \| \| 7 de septiembre de 2025 \| Anderlecht \| Bélgica \| \| - \| \| Kazajistán \| \| 10 de octubre de 2025 \| \| Kazajistán \| \| - \| \| Liechtenstein \| \| 10 de octubre de 2025 \| \| Bélgica \| \| - \| \| Macedonia del Norte \| \| 13 de octubre de 2025 \| \| Gales \| \| - \| \| Bélgica \| \| 13 de octubre de 2025 \| \| Macedonia del Norte \| \| - \| \| Kazajistán \| \| 15 de noviembre de 2025 \| \| Kazajistán \| \| - \| \| Bélgica \| \| 15 de noviembre de 2025 \| \| Liechtenstein \| \| - \| \| Gales \| \| 18 de noviembre de 2025 \| \| Bélgica \| \| - \| \| Liechtenstein \| \| 18 de noviembre de 2025 \| \| Gales \| \| - \| \| Macedonia del Norte \| |            |                     |                                |           |                                |                     |
| Fecha | Lugar      | Local               |                                | Resultado |                                | Visitante           |
| 22 de marzo de 2025 | Vaduz      | Liechtenstein       | Bandera de Liechtenstein       | 0 – 3     | Bandera de Macedonia del Norte | Macedonia del Norte |
| 22 de marzo de 2025 | Cardiff    | Gales               | Bandera de Gales               | 3 – 1     | Bandera de Kazajistán          | Kazajistán          |
| 25 de marzo de 2025 | Vaduz      | Liechtenstein       | Bandera de Liechtenstein       | 0 – 2     | Bandera de Kazajistán          | Kazajistán          |
| 25 de marzo de 2025 | Skopie     | Macedonia del Norte | Bandera de Macedonia del Norte | 1 – 1     | Bandera de Gales               | Gales               |
| 6 de junio de 2025 | Skopie     | Macedonia del Norte | Bandera de Macedonia del Norte | 1 – 1     | Bandera de Bélgica             | Bélgica             |
| 6 de junio de 2025 | Cardiff    | Gales               | Bandera de Gales               | 3 – 0     | Bandera de Liechtenstein       | Liechtenstein       |
| 9 de junio de 2025 | Astaná     | Kazajistán          | Bandera de Kazajistán          | 0 – 1     | Bandera de Macedonia del Norte | Macedonia del Norte |
| 9 de junio de 2025 | Bruselas   | Bélgica             | Bandera de Bélgica             | 4 – 3     | Bandera de Gales               | Gales               |
| 4 de septiembre de 2025 | Astaná     | Kazajistán          | Bandera de Kazajistán          | -         | Bandera de Gales               | Gales               |
| 4 de septiembre de 2025 | Vaduz      | Liechtenstein       | Bandera de Liechtenstein       | -         | Bandera de Bélgica             | Bélgica             |
| 7 de septiembre de 2025 | Skopie     | Macedonia del Norte | Bandera de Macedonia del Norte | -         | Bandera de Liechtenstein       | Liechtenstein       |
| 7 de septiembre de 2025 | Anderlecht | Bélgica             | Bandera de Bélgica             | -         | Bandera de Kazajistán          | Kazajistán          |
| 10 de octubre de 2025 |            | Kazajistán          | Bandera de Kazajistán          | -         | Bandera de Liechtenstein       | Liechtenstein       |
| 10 de octubre de 2025 |            | Bélgica             | Bandera de Bélgica             | -         | Bandera de Macedonia del Norte | Macedonia del Norte |
| 13 de octubre de 2025 |            | Gales               | Bandera de Gales               | -         | Bandera de Bélgica             | Bélgica             |
| 13 de octubre de 2025 |            | Macedonia del Norte | Bandera de Macedonia del Norte | -         | Bandera de Kazajistán          | Kazajistán          |
| 15 de noviembre de 2025 |            | Kazajistán          | Bandera de Kazajistán          | -         | Bandera de Bélgica             | Bélgica             |
| 15 de noviembre de 2025 |            | Liechtenstein       | Bandera de Liechtenstein       | -         | Bandera de Gales               | Gales               |
| 18 de noviembre de 2025 |            | Bélgica             | Bandera de Bélgica             | -         | Bandera de Liechtenstein       | Liechtenstein       |
| 18 de noviembre de 2025 |            | Gales               | Bandera de Gales               | -         | Bandera de Macedonia del Norte | Macedonia del Norte |

### Grupo K
| Pos. | Equipo     | Pts. | PJ | G | E | P | GF | GC | Dif. | Clasificación             |       | Bandera de Inglaterra | Bandera de Albania | Bandera de Serbia | Bandera de Letonia | Bandera de Andorra |
| ---- | ---------- | ---- | -- | - | - | - | -- | -- | ---- | ------------------------- | ----- | --------------------- | ------------------ | ----------------- | ------------------ | ------------------ |
| 1    | Inglaterra | 9    | 3  | 3 | 0 | 0 | 6  | 0  | +6   | Clasifica al Mundial 2026 |       | —                     | 2 – 0              | –                 | 3 – 0              | –                  |
| 2    | Albania    | 5    | 4  | 1 | 2 | 1 | 4  | 3  | +1   | Acceso a los play-offs    |       | –                     | —                  | 0 – 0             | –                  | 3 – 0              |
| 3    | Serbia     | 4    | 2  | 1 | 1 | 0 | 3  | 0  | +3   |                           |       | –                     | –                  | —                 | –                  | 3 – 0              |
| 4    | Letonia    | 4    | 3  | 1 | 1 | 1 | 2  | 4  | −2   |                           | –     | 1 – 1                 | –                  | —                 | –                  |                    |
| 5    | Andorra    | 0    | 4  | 0 | 0 | 4 | 0  | 8  | −8   |                           | 0 – 1 | –                     | –                  | 0 – 1             | —                  |                    |

Actualizado a los partidos jugados el 10 de junio de 2025.
 Fuente: FIFA
Criterios de clasificación: criterios FIFA de desempate
| \| Fecha \| Lugar \| Local \| \| Resultado \| \| Visitante \| \| ----------------------- \| ------------------------ \| ---------- \| \| --------- \| \| ---------- \| \| 21 de marzo de 2025 \| Andorra la Vieja \| Andorra \| \| 0 – 1 \| \| Letonia \| \| 21 de marzo de 2025 \| Londres \| Inglaterra \| \| 2 – 0 \| \| Albania \| \| 24 de marzo de 2025 \| Tirana \| Albania \| \| 3 – 0 \| \| Andorra \| \| 24 de marzo de 2025 \| Londres \| Inglaterra \| \| 3 – 0 \| \| Letonia \| \| 7 de junio de 2025 \| Barcelona (España)[n. 5] \| Andorra \| \| 0 – 1 \| \| Inglaterra \| \| 7 de junio de 2025 \| Tirana \| Albania \| \| 0 – 0 \| \| Serbia \| \| 10 de junio de 2025 \| Riga \| Letonia \| \| 1 – 1 \| \| Albania \| \| 10 de junio de 2025 \| Leskovac \| Serbia \| \| 3 – 0 \| \| Andorra \| \| 6 de septiembre de 2025 \| Riga \| Letonia \| \| - \| \| Serbia \| \| 6 de septiembre de 2025 \| Birmingham \| Inglaterra \| \| - \| \| Andorra \| \| 9 de septiembre de 2025 \| Belgrado \| Serbia \| \| - \| \| Inglaterra \| \| 9 de septiembre de 2025 \| Tirana \| Albania \| \| - \| \| Letonia \| \| 11 de octubre de 2025 \| \| Letonia \| \| - \| \| Andorra \| \| 11 de octubre de 2025 \| \| Serbia \| \| - \| \| Albania \| \| 14 de octubre de 2025 \| \| Letonia \| \| - \| \| Inglaterra \| \| 14 de octubre de 2025 \| \| Andorra \| \| - \| \| Serbia \| \| 13 de noviembre de 2025 \| \| Andorra \| \| - \| \| Albania \| \| 13 de noviembre de 2025 \| \| Inglaterra \| \| - \| \| Serbia \| \| 16 de noviembre de 2025 \| \| Serbia \| \| - \| \| Letonia \| \| 16 de noviembre de 2025 \| \| Albania \| \| - \| \| Inglaterra \| |                    |            |                       |           |                       |            |
| Fecha | Lugar              | Local      |                       | Resultado |                       | Visitante  |
| 21 de marzo de 2025 | Andorra la Vieja   | Andorra    | Bandera de Andorra    | 0 – 1     | Bandera de Letonia    | Letonia    |
| 21 de marzo de 2025 | Londres            | Inglaterra | Bandera de Inglaterra | 2 – 0     | Bandera de Albania    | Albania    |
| 24 de marzo de 2025 | Tirana             | Albania    | Bandera de Albania    | 3 – 0     | Bandera de Andorra    | Andorra    |
| 24 de marzo de 2025 | Londres            | Inglaterra | Bandera de Inglaterra | 3 – 0     | Bandera de Letonia    | Letonia    |
| 7 de junio de 2025 | Barcelona (España) | Andorra    | Bandera de Andorra    | 0 – 1     | Bandera de Inglaterra | Inglaterra |
| 7 de junio de 2025 | Tirana             | Albania    | Bandera de Albania    | 0 – 0     | Bandera de Serbia     | Serbia     |
| 10 de junio de 2025 | Riga               | Letonia    | Bandera de Letonia    | 1 – 1     | Bandera de Albania    | Albania    |
| 10 de junio de 2025 | Leskovac           | Serbia     | Bandera de Serbia     | 3 – 0     | Bandera de Andorra    | Andorra    |
| 6 de septiembre de 2025 | Riga               | Letonia    | Bandera de Letonia    | -         | Bandera de Serbia     | Serbia     |
| 6 de septiembre de 2025 | Birmingham         | Inglaterra | Bandera de Inglaterra | -         | Bandera de Andorra    | Andorra    |
| 9 de septiembre de 2025 | Belgrado           | Serbia     | Bandera de Serbia     | -         | Bandera de Inglaterra | Inglaterra |
| 9 de septiembre de 2025 | Tirana             | Albania    | Bandera de Albania    | -         | Bandera de Letonia    | Letonia    |
| 11 de octubre de 2025 |                    | Letonia    | Bandera de Letonia    | -         | Bandera de Andorra    | Andorra    |
| 11 de octubre de 2025 |                    | Serbia     | Bandera de Serbia     | -         | Bandera de Albania    | Albania    |
| 14 de octubre de 2025 |                    | Letonia    | Bandera de Letonia    | -         | Bandera de Inglaterra | Inglaterra |
| 14 de octubre de 2025 |                    | Andorra    | Bandera de Andorra    | -         | Bandera de Serbia     | Serbia     |
| 13 de noviembre de 2025 |                    | Andorra    | Bandera de Andorra    | -         | Bandera de Albania    | Albania    |
| 13 de noviembre de 2025 |                    | Inglaterra | Bandera de Inglaterra | -         | Bandera de Serbia     | Serbia     |
| 16 de noviembre de 2025 |                    | Serbia     | Bandera de Serbia     | -         | Bandera de Letonia    | Letonia    |
| 16 de noviembre de 2025 |                    | Albania    | Bandera de Albania    | -         | Bandera de Inglaterra | Inglaterra |

### Grupo L
| Pos. | Equipo          | Pts. | PJ | G | E | P | GF | GC | Dif. | Clasificación             |       | Bandera de República Checa | Bandera de Croacia | Bandera de Montenegro | Bandera de Islas Feroe | Bandera de Gibraltar |
| ---- | --------------- | ---- | -- | - | - | - | -- | -- | ---- | ------------------------- | ----- | -------------------------- | ------------------ | --------------------- | ---------------------- | -------------------- |
| 1    | República Checa | 9    | 4  | 3 | 0 | 1 | 9  | 6  | +3   | Clasifica al Mundial 2026 |       | —                          | –                  | 2 – 0                 | 2 – 1                  | –                    |
| 2    | Croacia         | 6    | 2  | 2 | 0 | 0 | 12 | 1  | +11  | Acceso a los play-offs    |       | 5 – 1                      | —                  | –                     | –                      | –                    |
| 3    | Montenegro      | 6    | 3  | 2 | 0 | 1 | 4  | 3  | +1   |                           |       | –                          | –                  | —                     | 1 – 0                  | 3 – 1                |
| 4    | Islas Feroe     | 3    | 3  | 1 | 0 | 2 | 3  | 4  | −1   |                           | –     | –                          | –                  | —                     | 2 – 1                  |                      |
| 5    | Gibraltar       | 0    | 4  | 0 | 0 | 4 | 2  | 16 | −14  |                           | 0 – 4 | 0 – 7                      | –                  | –                     | —                      |                      |

Actualizado a los partidos jugados el 9 de junio de 2025.
 Fuente: FIFA
Criterios de clasificación: criterios FIFA de desempate
| \| Fecha \| Lugar \| Local \| \| Resultado \| \| Visitante \| \| ----------------------- \| --------------------------- \| --------------- \| \| --------- \| \| --------------- \| \| 22 de marzo de 2025 \| Nikšić \| Montenegro \| \| 3 – 1 \| \| Gibraltar \| \| 22 de marzo de 2025 \| Hradec Králové \| República Checa \| \| 2 – 1 \| \| Islas Feroe \| \| 25 de marzo de 2025 \| Nikšić \| Montenegro \| \| 1 – 0 \| \| Islas Feroe \| \| 25 de marzo de 2025 \| Faro-Loulé (Portugal)[n. 6] \| Gibraltar \| \| 0 – 4 \| \| República Checa \| \| 6 de junio de 2025 \| Pilsen \| República Checa \| \| 2 – 0 \| \| Montenegro \| \| 6 de junio de 2025 \| Faro-Loulé (Portugal)[n. 6] \| Gibraltar \| \| 0 – 7 \| \| Croacia \| \| 9 de junio de 2025 \| Tórshavn \| Islas Feroe \| \| 2 – 1 \| \| Gibraltar \| \| 9 de junio de 2025 \| Osijek \| Croacia \| \| 5 – 1 \| \| República Checa \| \| 5 de septiembre de 2025 \| Podgorica \| Montenegro \| \| - \| \| República Checa \| \| 5 de septiembre de 2025 \| Tórshavn \| Islas Feroe \| \| - \| \| Croacia \| \| 8 de septiembre de 2025 \| \| Gibraltar \| \| - \| \| Islas Feroe \| \| 8 de septiembre de 2025 \| Zagreb \| Croacia \| \| - \| \| Montenegro \| \| 9 de octubre de 2025 \| \| República Checa \| \| - \| \| Croacia \| \| 9 de octubre de 2025 \| \| Islas Feroe \| \| - \| \| Montenegro \| \| 12 de octubre de 2025 \| \| Islas Feroe \| \| - \| \| República Checa \| \| 12 de octubre de 2025 \| \| Croacia \| \| - \| \| Gibraltar \| \| 14 de noviembre de 2025 \| \| Gibraltar \| \| - \| \| Montenegro \| \| 14 de noviembre de 2025 \| \| Croacia \| \| - \| \| Islas Feroe \| \| 17 de noviembre de 2025 \| \| Montenegro \| \| - \| \| Croacia \| \| 17 de noviembre de 2025 \| \| República Checa \| \| - \| \| Gibraltar \| |                       |                 |                            |           |                            |                 |
| Fecha | Lugar                 | Local           |                            | Resultado |                            | Visitante       |
| 22 de marzo de 2025 | Nikšić                | Montenegro      | Bandera de Montenegro      | 3 – 1     | Bandera de Gibraltar       | Gibraltar       |
| 22 de marzo de 2025 | Hradec Králové        | República Checa | Bandera de República Checa | 2 – 1     | Bandera de Islas Feroe     | Islas Feroe     |
| 25 de marzo de 2025 | Nikšić                | Montenegro      | Bandera de Montenegro      | 1 – 0     | Bandera de Islas Feroe     | Islas Feroe     |
| 25 de marzo de 2025 | Faro-Loulé (Portugal) | Gibraltar       | Bandera de Gibraltar       | 0 – 4     | Bandera de República Checa | República Checa |
| 6 de junio de 2025 | Pilsen                | República Checa | Bandera de República Checa | 2 – 0     | Bandera de Montenegro      | Montenegro      |
| 6 de junio de 2025 | Faro-Loulé (Portugal) | Gibraltar       | Bandera de Gibraltar       | 0 – 7     | Bandera de Croacia         | Croacia         |
| 9 de junio de 2025 | Tórshavn              | Islas Feroe     | Bandera de Islas Feroe     | 2 – 1     | Bandera de Gibraltar       | Gibraltar       |
| 9 de junio de 2025 | Osijek                | Croacia         | Bandera de Croacia         | 5 – 1     | Bandera de República Checa | República Checa |
| 5 de septiembre de 2025 | Podgorica             | Montenegro      | Bandera de Montenegro      | -         | Bandera de República Checa | República Checa |
| 5 de septiembre de 2025 | Tórshavn              | Islas Feroe     | Bandera de Islas Feroe     | -         | Bandera de Croacia         | Croacia         |
| 8 de septiembre de 2025 |                       | Gibraltar       | Bandera de Gibraltar       | -         | Bandera de Islas Feroe     | Islas Feroe     |
| 8 de septiembre de 2025 | Zagreb                | Croacia         | Bandera de Croacia         | -         | Bandera de Montenegro      | Montenegro      |
| 9 de octubre de 2025 |                       | República Checa | Bandera de República Checa | -         | Bandera de Croacia         | Croacia         |
| 9 de octubre de 2025 |                       | Islas Feroe     | Bandera de Islas Feroe     | -         | Bandera de Montenegro      | Montenegro      |
| 12 de octubre de 2025 |                       | Islas Feroe     | Bandera de Islas Feroe     | -         | Bandera de República Checa | República Checa |
| 12 de octubre de 2025 |                       | Croacia         | Bandera de Croacia         | -         | Bandera de Gibraltar       | Gibraltar       |
| 14 de noviembre de 2025 |                       | Gibraltar       | Bandera de Gibraltar       | -         | Bandera de Montenegro      | Montenegro      |
| 14 de noviembre de 2025 |                       | Croacia         | Bandera de Croacia         | -         | Bandera de Islas Feroe     | Islas Feroe     |
| 17 de noviembre de 2025 |                       | Montenegro      | Bandera de Montenegro      | -         | Bandera de Croacia         | Croacia         |
| 17 de noviembre de 2025 |                       | República Checa | Bandera de República Checa | -         | Bandera de Gibraltar       | Gibraltar       |

## Goleadores
| Jugador             | Selección       | Goles |
| ------------------- | --------------- | ----- |
| Erling Haaland      | Noruega         | 4     |
| Andrej Kramarić     | Croacia         | 4     |
| Patrik Schick       | República Checa | 4     |
| Memphis Depay       | Países Bajos    | 3     |
| Harry Kane          | Inglaterra      | 3     |
| Aleksandar Mitrović | Serbia          | 3     |
| Alexander Sørloth   | Noruega         | 3     |
| Mohammad Abu Fani   | Israel          | 2     |
| Marko Arnautović    | Austria         | 2     |
| Dan Biton           | Israel          | 2     |
| Ante Budimir        | Croacia         | 2     |
| Michael Gregoritsch | Austria         | 2     |
| Franjo Ivanović     | Croacia         | 2     |

### Hat-tricks o pókers
A continuación se detallan los tripletes conseguidos a lo largo de la temporada.
| Fecha      | Jugador             | Goles       | Local  | Resultado | Visitante | Jornada   | Grupo | Ref.   |
| ---------- | ------------------- | ----------- | ------ | --------- | --------- | --------- | ----- | ------ |
| 10/06/2025 | Aleksandar Mitrović | 12' 24' 53' | Serbia | 3 – 0     | Andorra   | Jornada 4 | K     | [ 13 ] |